# Phialacanthus minor
Phialacanthus minor är en akantusväxtart som beskrevs av C. B. Cl.. Phialacanthus minor ingår i släktet Phialacanthus och familjen akantusväxter. Inga underarter finns listade i Catalogue of Life.